# Glyptothorax fuscus
Glyptothorax fuscus és una espècie de peix de la família dels sisòrids i de l'ordre dels siluriformes.

## Morfologia
Els mascles poden assolir els 12,1 cm de llargària total.

## Distribució geogràfica
Es troba a les conques dels rius Chao Phraya i Mekong.